# Ignacio Allende, Salto de Agua
Ignacio Allende är en ort i Mexiko.   Den ligger i kommunen Salto de Agua och delstaten Chiapas, i den sydöstra delen av landet, 800 km öster om huvudstaden Mexico City. Ignacio Allende ligger 767 meter över havet och antalet invånare är 274.
Terrängen runt Ignacio Allende är kuperad åt sydost, men åt nordväst är den bergig. Ignacio Allende ligger uppe på en höjd. Runt Ignacio Allende är det ganska glesbefolkat, med 38 invånare per kvadratkilometer. Närmaste större samhälle är Palenque, 14,7 km nordost om Ignacio Allende. Trakten runt Ignacio Allende består till största delen av jordbruksmark.